# Filipsdal
Filipsdal (dansk) eller Philipsthal (tysk) er en større gård i det nordlige Tyskland, beliggende mellem Rojkær og Frederiksdal (Kastrup) i Stenbjergkirke kommune i det nordøstlige Angel i Sydslesvig. På dansk findes også formen Philipsdal. Området hed tidligere Pinninksand eller Pinningsand. 
Gården blev oprettet i 1712 af hertug Ernst Filip af to tidligere gårde i Pinningsand. Gården hørte ligesom nabogården Frederiksdal under Nybøl gods. I 1900-tallet blev gården suppleret med nye bygninger, såsom hele bygningskomplekset blev til et trefløjet gård. De fleste af slotgravene blev fyldt op med jord. Gården fungerer i dag som landbrugsgård. Filipsdal er kendt for en dansk folkesagn om en tyran, der mishandlede de lokale kristne i området.
Cirka 300 meter øst for gården fandtes langdyssen Pinninghøj.